# Cytheridae
Cytheridae é uma família de ostracodes pertencentes à ordem Podocopida.

## Géneros
Géneros (lista incompleta):
- Abditacythere Hartmann, 1964
- Asymmetricythere Bassiouni, 1971
- Austrocythere Hartmann, 1989